# Rdzeń (archeologia)

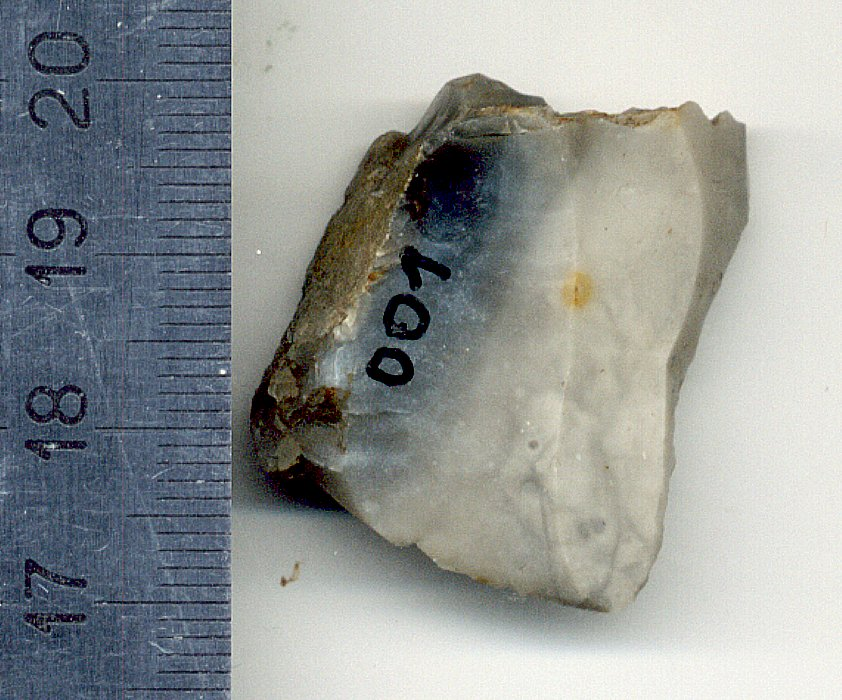
Rdzeń jednopiętowy – neolit

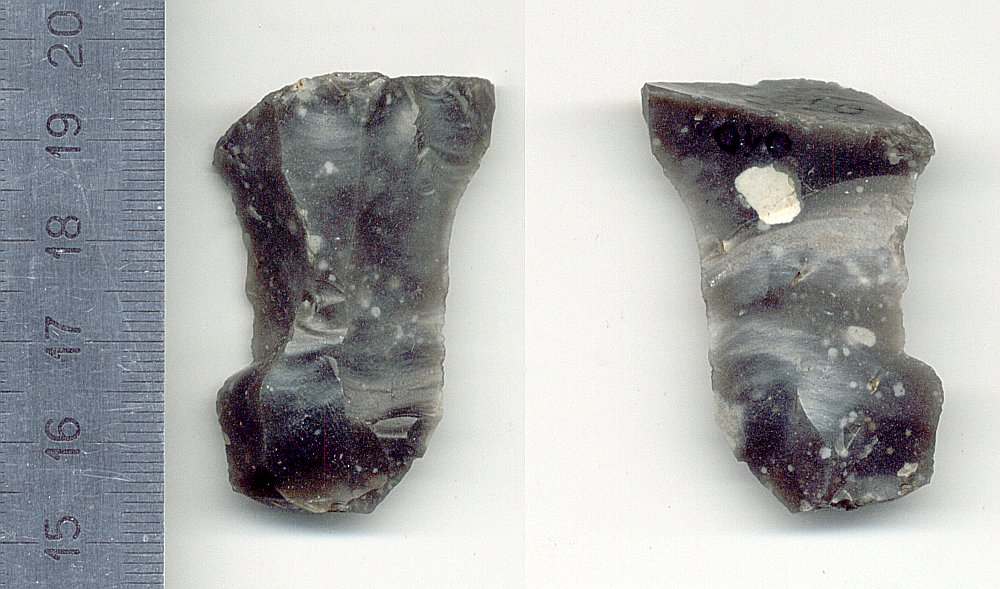
Rdzeń jednopiętowy – neolit

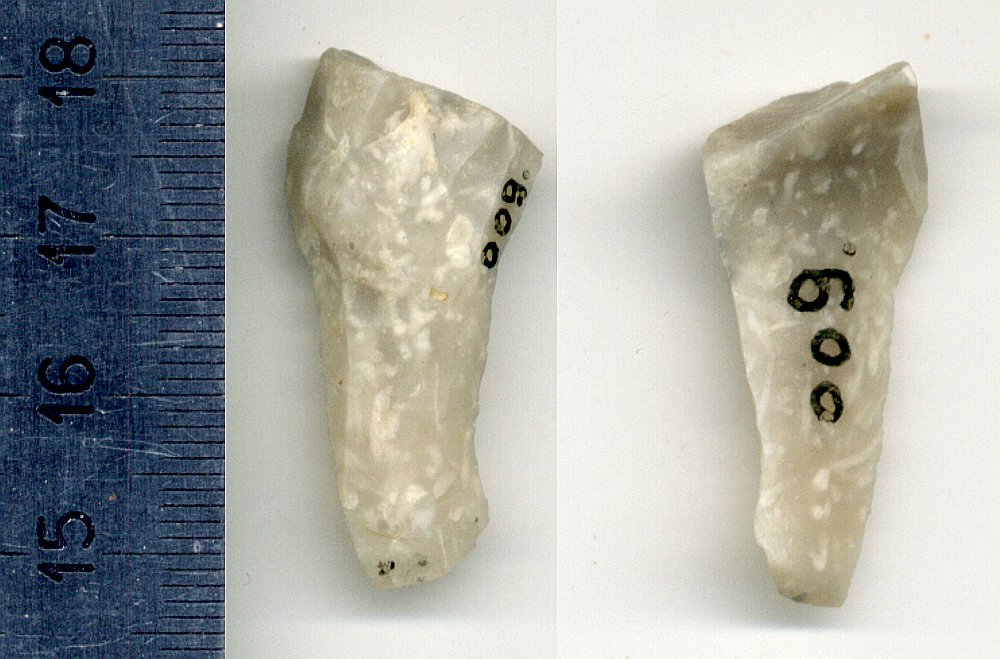
Rdzeń jednopiętowy – mezolit

Rdzeń – surowiak, od którego oddzielono co najmniej jeden odłupek.
Na rdzeniu można wyróżnić piętę – płaszczyznę, w którą uderzano w celu odbicia odłupek. Płaszczyzna ta może być:
- naturalna – pochodzenia nieintencjonalnego;
- uformowana – przygotowana pojedynczym uderzeniem;
- zaprawiona – przygotowana większą liczbą uderzeń.

Charakter pięty rdzenia określa typ piętki odłupków oddzielonych od tego rdzenia:
- odłupnię – powierzchnię z negatywem jednego lub więcej odłupków stykających się, oddzielonych od jednej lub więcej pięt; odłupnia tworzy z piętą kąt dwuścienny, zwany kątem zewnętrznym (rdzeniowym);
- część tylną – przeciwległą odłupni;
- wierzchołek – przeciwległy pięcie.

Rdzeń może mieć jedną lub więcej pięt oraz jedną lub więcej odłupni, przy czym liczba odłupni nie musi się równać liczbie pięt.

## Przygotowanie rdzenia
Proces eksploatacji rdzenia zwykle poprzedzony jest obróbką przygotowawczą, tzw. zaprawą, która może dotyczyć wszystkich części rdzenia. Przygotowanie pięty następowało przez oddzielenie od niej jednego dużego odłupka albo szeregu drobnych i cienkich odłupków zwanych świeżakami. Przygotowanie odłupni i tylnej części rdzenia następowało przez oddzielenie odłupków zwanych zaprawiakami (zatępiakami) w kierunku prostopadłym lub ukośnym do przyszłej orientacji rdzenia.
Zaprawa rdzeni jest zróżnicowana w zależności od typu rdzenia i częściowo rodzaju półsurowca, który miał być uzyskiwany w trakcie eksploatacji tego rdzenia. Zaprawa rdzeni może być dokonywana przed eksploatacją rdzenia (zaprawa przygotowawcza) lub w trakcie eksploatacji (zaprawa naprawcza). Rdzenie posiadające zaprawę przygotowawczą, które nie były jeszcze eksploatowane, nazywa się obłupniami. 
Obłupień ma praodłupnię utworzoną przez stykające się wzajemnie negatywy zaprawiaków, prostopadłe lub ukośne do orientacji przyszłego rdzenia, oraz piętę (pięty) zaprawioną lub nie, od której nie oddzielono jeszcze żadnych odłupków. Zaprawa może obejmować także część przeciwległą do praodłupni oraz część przeciwległą do pięty. Odłupnie dzieli się w zależności od typu zaprawy i kształtu.

## Podział rdzeni
Można wyróżnić następujące kryteria podziału rdzeni:
- liczba pięt i odłupni - rdzenie jedno-, dwu- lub wielopiętowe, wspólno- lub rozdzielnoodłupniowe;
- rodzaj półsurowca uzyskiwanego w czasie eksploatacji danych rdzeni - rdzenie wiórowe, wiórowo-odłupkowe, odłupkowe;
- forma rdzenia i kształt odłupni, np. stożkowate, łódkowate, krążkowate i inne;
- obecność i rodzaj zaprawy.